# Augustin Violet
Augustin Violet (* 14. Juli 1799 in Oberlustadt; † 10. April 1859 in Frankenthal) war ein pfalz-bayerischer Pädagoge und Pionier der Taubstummenbildung.

## Leben und Wirken
Augustin Violet stammte aus Oberlustadt bei Germersheim. Seine Eltern, der Gemeindeschreiber Christoph Violet und dessen Ehefrau Josephine geb. Avril, verstarben beide 1808 und er kam 1814, zusammen mit seiner Schwester, zu Verwandten nach Geinsheim.
1821 trat Violet in das Schullehrer-Seminar zu Kaiserslautern ein. Da er einer der besten Schüler war, schlug ihn der Anstaltsleiter Friedrich Wilhelm Balbier bei der Regierung zur Ausbildung als Taubstummenlehrer vor. Diese suchte gerade einen geeigneten Lehrer für taubstumme Kinder im Rheinkreis. In Freising bei München war kurz vorher eine Anstalt zur Ausbildung von Taubstummenlehrern entstanden, von der aus diese Pädagogen in ganz Bayern eingesetzt werden sollten. Violet wurde einem anderen Kandidaten vorgezogen, da er laut seinem Direktor Balbier „ein sanftes liebevolles Wesen“ und „ein mehr natürliches und weniger gespanntes Benehmen“ an den Tag lege. 
Der Freisinger Institutsleiter Bernhard von Ernsdorfer zeigte sich mit dem jungen Pfälzer sehr zufrieden. Bei seiner Entlassung bestätigte er 1825, dass sich Violet „mit ausgezeichnetem Fleiße“ und „durch fleißige Benützung der einschlägigen Litteratur und der besonderen Lehrvorträge, als auch durch thätige Theilnahme an dem wirklichen Unterrichte eine solche Kenntniß und Fertigkeit in dieser Unterrichtsweise erworben“ habe, dass er sofort mit dem Unterricht taubstummer Kinder beginnen könne und „sicher zur vollkommenen Zufriedenheit fortsetzen“ werde. Auch seien sein Charakter sowie „die Eigenschaften seines Gemüthes und seiner untadelhaften Sitten diesem Geschäft ganz entsprechend“. Das mache ihn seiner „vorzüglichen Empfehlung würdig“. 
Am 29. April 1825 ernannte man Augustin Violet zum ersten Taubstummenlehrer der Rheinpfalz. Seine Schule wurde der Armenanstalt in Frankenthal angegliedert. Violet arbeitete zunächst nach der in Freising erlernten Methode des französischen Priesters Charles-Michel de l’Epée und ergänzte sie später um pädagogische Ansätze des bayerischen Professors Johann Baptist Graser. Im Mittelpunkt stand das Wecken und Mobilisieren der individuellen geistigen und seelischen Kräfte der behinderten Kinder mit dem Ziel möglichster Selbstständigkeit. Es war das erste derartige Institut in der gesamten Region und Violet der erste ausgebildete Taubstummenlehrer in der bayerischen Rheinpfalz überhaupt, weshalb ihn 1829 auch König Ludwig I. voller Interesse besuchte; der Monarch war bekanntlich selbst schwerhörig. 1836 folgte der Schriftsteller und protestantische Pfarrer Georg Friedrich Blaul, welcher darüber 1840 in seinem Pfalzbuch  Träume und Schäume vom Rhein berichtete. Im Todesjahr zeichnete König Maximilian II. von Bayern den Lehrer mit der silbernen Ehrenmünze des Verdienstordens der Bayerischen Krone aus.
Seit 1827 mit Elisabeth Heller, Tochter eines Bachinspektors verheiratet, starb Violet als Witwer, 1859 in Frankenthal. Ab 1858 kränklich und mit einem Schulgehilfen versehen, erlag er, zeitlebens in ärmlichen Verhältnissen lebend, einem „Brustleiden“.
Im Geburtsort Lustadt ist eine Straße nach dem Pädagogen benannt, in Frankenthal (Pfalz) die Gehörlosenschule des Bezirksverbandes Pfalz.